# Ametropalpis nasuta
Ametropalpis nasuta là một loài bướm đêm trong họ Erebidae.